# Bay Saint Louis
Bay Saint Louis – miasto nad Zatoką Meksykańską, w Stanach Zjednoczonych, w stanie Missisipi, siedziba administracyjna hrabstwa Hancock.